# 低濃度アトロピン点眼薬
低濃度アトロピン点眼薬（ていのうどアトロピンてんがんやく）は、近視の進行を抑制するために使用される点眼薬である。近視の進行を抑制する治療法として世界的に広く利用されている。この薬剤はムスカリン受容体拮抗薬であるアトロピンを低濃度で含有し、近視進行を抑制する効果がある一方で、高濃度製剤で見られる副作用を抑えた特徴を持つ。日本では参天製薬が「リジュセア」という商品名で開発し、2024年12月27日厚生労働省から製造販売承認を受けた。

## 概要
アトロピン点眼は、毛様体筋の調節を麻痺させて、散瞳を引き起こす薬で、小児の斜視や弱視の診断・治療にも使用される。散瞳を目的に検査で使用される1%アトロピン点眼薬（高濃度）でも近視進行抑制効果が確認されているが、副作用（眩しさや近見視力低下）や治療中止後のリバウンド現象が課題であった。シンガポールの研究では、0.01%の低濃度アトロピン点眼薬で副作用やリバウンド現象が抑えられ、近視進行を約60%抑制する効果が持続することが示された。メタアナリシスでは、濃度依存性に効果があることが示されており、効果と副作用を天秤にかけた0.01%～0.05%の濃度で現在近視進行抑制治療を行うことが主流となっている。日本国内で実施された臨床試験では、24カ月間の投与により、プラセボ群と比較して有意な近視進行抑制効果が確認され、さらに投与中止後も3年間にわたり有効性が持続した。2024年12月、参天製薬により開発されたリジュセアが低濃度アトロピン点眼薬として日本国内で初の製造販売承認を受けた。

## 効能・効果
低濃度アトロピン点眼薬は以下の効果が確認されている。
- 近視進行の抑制
- 眼軸長の伸長抑制

24カ月間の使用で、プラセボと比較して有意に近視進行を抑制する効果が報告されている。

## 臨床研究
ATOM-1、ATOM-2
シンガポールで行われた。ATOM-1は6～12歳の小児400人を対象に、片眼に1日1回1%アトロピン（高濃度）またはプラセボを点眼し、2年間の経過を観察した。その結果、アトロピン投与群では近視が-2.8D進行したが、眼軸長に変化は見られず、近視の進行抑制効果が認められた。しかし、点眼中止後1年が経過すると、近視が急速に進行し、眼軸長が延長するリバウンド現象が確認された。ATOM-1の結果を踏まえ、ATOM-2ではアトロピンを0.5%、0.1％、0.01%に希釈して試験が実施された。6～12歳の小児400人を対象に、両眼に1日1回2年間点眼し、濃度ごとの近視進行を比較した。その結果、濃度依存的に近視進行抑制効果が認められたが、ATOM-1試験のプラセボ群と比較して0.01%でも近視抑制効果が確認された。また、点眼中止後1年経過時において、0.01%では高濃度で見られたリバウンド現象は認められなかった。
LAMP2
香港中文大学において、0.05%および0.01%のアトロピン点眼薬が近視の発症を遅らせるかどうかを検討する目的で実施された。参加者は2017年7月11日から2020年6月4日に募集され、対象は、4歳から9歳の近視ではない小児とした。474人がランダム割り付けに参加し、0.05％アトロピン群160人、0.01％アトロピン群159人、プラセボ群155人に割り付けた。平均年齢は6.8歳で、50％が女児だった。割り付けられた薬を両眼に1日1回2年間点眼し、評価された。2年間の近視累積発生率は、0.05%アトロピン群で28.4%（33人/116人）、0.01%アトロピン群で45.9%（56人/122人）、プラセボ群で53.0%（61人/115人）であった。プラセボ群に比べ、0.05％アトロピン群の累積発生率は有意に低く、両群の差は24.6％（95％信頼区間12.0-36.4％）であった。0.01％アトロピン群と比較しても、0.05％アトロピン群の近視の累積発生率は有意に低く、差は17.5％（5.2-29.2％）であった。有害事象の中で最も多かったのが羞明で、2年目の発生率は0.05％アトロピン群が12.9％、0.01％アトロピン群は18.9％、プラセボ群は12.2％だった。入院を要する重症の有害事象は16件報告されたが、アトロピン点眼液に関係すると見なされたものはなかった。
「近視学童における0.01％アトロピン点眼剤の近視進行抑制効果に関する研究（ATOM-J Study）」
日本全国7施設（旭川医科大学病院，大阪大学医学部附属病院，川崎医科大学附属川崎病院，京都府立医科大学病院，慶應義塾大学病院，筑波大学附属病院，日本医科大学付属病院）で行われた多施設共同、ランダム化、二重盲検、プラセボ対照、並行群間比較試験。2015年から患者登録が開始され、2019年に全施設での解析結果が公表された。
- 試験デザイン

6～12歳の学童を、0.01%アトロピン1回/日点眼群（84人）とプラセボ1回/日点眼コントロール群（84人）に分けて、1日1回点眼し、24カ月後の屈折値変化を比較した。
- 結果

屈折値変化は0.01%アトロピン1回/日点眼群-1.26D、プラセボ1回/日点眼コントロール群-1.48Dで、両群間には有意差（P値＜0.001）を認めた。

## 臨床試験（日本国内）

### 第II/III相臨床試験
- 概要

参天製薬により、低濃度アトロピン点眼液（0.025%）を用いて行われた。試験はプラセボ対照二重盲検ランダム比較試験が実施され、有効性と安全性が評価された。この試験は、小児期における進行性近視に対する治療法の確立を目的とし、対象として5歳から15歳の近視の小児が選定された。被験者は24カ月間にわたり、低濃度アトロピン点眼液（0.025%）またはプラセボが定期的に投与された。本試験の主要な評価項目は、近視進行の指標として用いられる他覚的等価球面度数（SER）の変化量であり、副次評価項目として眼軸長（AL）の伸長抑制効果と安全性が検討された。
- 結果

低濃度アトロピン点眼液を投与された群では、プラセボ群と比較して他覚的等価球面度数の進行が有意に抑制された。さらに、眼軸長についてもプラセボ群に比べて有意な伸長抑制が認められた。また、安全性の評価では、24カ月間の投与期間中において重篤な副作用は報告されず、この有効性は3年間にわたり持続することが確認された。

## 副作用
低濃度アトロピン点眼薬では、高濃度（1%）で見られる散瞳や調節障害といった副作用が低減されているが、わずかな光過敏症状が一部報告されている。

## 日本における開発と販売
- 2024年
  - 2月28日 - 参天製薬がリジュセアミニ点眼液0.025%の製造販売承認を厚生労働省に申請[1]。
  - 12月2日 - 厚生労働省の薬事・食品衛生審議会医薬品第一部会がリジュセアミニ点眼液0.025%の承認を了承[16]。
  - 12月27日 - 厚生労働省からリジュセアミニ点眼液0.025%製造販売承認を受けた[5]。近視進行抑制薬の承認は日本国内初となった[6]。薬価基準未収載医薬品として販売するため、公的医療保険の給付対象外[5]。
- 2025年
  - 4月21日 - 発売[17]。

## 主な製品
- リジュセア - 参天製薬より開発され、2024年12月現在日本国内において製造販売承認審査中[16]。製品は0.025%の1種類[16]。
- マイオピン - シンガポールアイセンターで開発され、2024年12月現在、日本国内未承認薬。2010年頃から眼科クリニックが個人輸入する形で処方されている。製品は0.01%、0.025%の2種類[18]。